# Portulaca digyna
Portulaca digyna är en portlakväxtart som beskrevs av Ferdinand von Mueller. Portulaca digyna ingår i släktet portlaker, och familjen portlakväxter. Inga underarter finns listade i Catalogue of Life.